# The Prince Chap (film 1916)
The Prince Chap è un film muto del 1916 diretto e interpretato da Marshall Neilan. Prodotto dalla Selig, il film aveva come interpreti oltre a Neilan Mary Charleson, Bessie Eyton, Camille D'Arcy, George Fawcett, Margaret Fawcett, Cecil Holland, Charles K. Gerrard.
La sceneggiatura di Gilson Willets si basa sull'omonimo lavoro teatrale di Edward Peple: ambientata in Inghilterra, la commedia debuttò a Broadway il 4 settembre 1905 interpretata, nel ruolo del conte di Huntington, da Cecil B. De Mille.
La commedia, nel 1920, verrà portata di nuovo sullo schermo in una versione firmata da William C. de Mille intitolata pure lei The Prince Chap.

## Trama
William Peyton, un pittore che sta lottando per emergere sul mercato e farsi un nome, promette alla fidanzata Alice di ritornare da lei. L'uomo, infatti, sta partendo per l'Inghilterra, dove vuole perfezionare la sua arte. A Londra, prende come modella Arline Arrington, ma la giovane si ammala gravemente: sul letto di morte, Arline chiede a William di prendersi cura della piccola Claudia, la sua bambina. Intanto Alice, in patria, diventa impaziente e, avendo sentito parlare di Claudia, parte alla volta dell'Inghilterra per ricordare a William il suo impegno con lei. Ma William, volendo mantenere la promessa fatta ad Arline, rifiuta di seguirla negli Stati Uniti. Così Alice lo lascia, accettando la proposta di matrimonio di Paul Helmer.
Alcuni anni sono passati. Paul è morto, lasciando vedova Alice. Lei ritorna nuovamente a Londra per rivedere William. Ma il pittore, ormai, si rende conto di non amarla più. Il suo nuovo amore è la giovane Claudia, che in tutti quegli anni lui ha trattato come una figlia.

## Produzione
Il film fu prodotto dalla Selig Polyscope Company.

## Distribuzione
Il copyright del film, richiesto dalla Selig Polyscope Co., fu registrato il 22 luglio 1916 con il numero LP8761.
Distribuito dalla V-L-S-E, il film uscì nelle sale cinematografiche statunitensi il 24 luglio 1916.

### Conservazione
Non si conoscono copie ancora esistenti della pellicola che viene considerata presumibilmente perduta.